# Neerhespen
Bas-Hèpe, Neerhespen en néerlandais, est une section de la commune belge de Linter située en Région flamande dans la province du Brabant flamand. Neerhespen faisait partie de la province de Liège, arrondissement de Waremme jusqu'en 1963 quand elle fut intégrée dans la province du Brabant, arrondissement de Louvain. C'était une commune à part entière avant la fusion des communes de 1971.

## Évolution démographique
- Sources : INS, Rem. : 1831 jusqu'en 1970 = recensements, 1976 = nombre d'habitants au 31 décembre.